# FIND OUT
『FIND OUT』（ファインド・アウト）は、ZIP-FMで放送されているラジオ番組である。

## 概要
邦楽シーンの今をいち早くピックアップし、ZIP-FMの放送エリア（東海地区）のアマチュア・インディーズシーンをはじめ、全国の邦楽から多彩な才能をもった次世代のアーティストを発見していく番組。

## 放送・配信時間
いずれもJST。
ラジオ
- ZIP-FM 日曜 21:00 - 23:00（2022年4月3日 - ）

### 過去
ラジオ
- ZIP-FM
  - 火～金曜 0:00 - 0:30／0:45 - 1:00（2013年4月2日 - 2016年3月31日、月～木曜深夜）
  - 火～金曜 2:00 - 3:00（2016年4月5日 - 2018年3月30日、月～木曜深夜）
  - 日曜 20:00 - 22:00（2018年4月1日 - 2022年3月27日）

インターネット配信
- ABEMA RADIO
  - 土曜 10:00 - 12:00（2018年4月7日 - 2018年9月29日）
  - 日曜 20:00 - 22:00（2018年10月7日 - 2022年3月27日）

## ナビゲーター
現在
- 白井奈津（2016年4月 - ）

過去
- AZUSA（2009年4月 - 2016年3月）
- YO!YO!YOSUKE

代打ナビゲーター
- 永田レイナ（2020年7月19日・2022年9月25日）